# Washington County (Maryland)
 Der er flere lokaliteter med dette navn, se Washington County.
Washington County er et county beliggende i den nordvestlige del af den amerikanske delstat Maryland. Hovedbyen er Hagerstown, og grænser op til Pennsylvania i nord, Virginia i syd, og West Virginia i sydvest. I 2014 havde countiet 149.573 indbyggere. 
Countiet er det første af mange, som er opkaldt efter USA's første præsident George Washington.

## Geografi
Ifølge United States Census Bureau er Washington Countys totale areal på 1.210 km2, hvoraf de 25 km2 er vand.
Ved byen Hancock er afstanden mellem delstatsgrænserne i West Virginia og Pennsylvania kun 2,9 kilometer eller 1,8 miles. Den bymæssige bebyggelse Hancock i Morgan County, West Virginia, nordøst for Hampshire County, West Virginia, grænser op til Hancock i Washington County.

### Tilgrænsende counties
- Fulton County, Pennsylvania (nordvest)
- Allegany County (vest)
- Morgan County, West Virginia (sydvest)
- Berkeley County, West Virginia (syd)
- Jefferson County, West Virginia (syd)
- Loudoun County, Virginia (sydøst)
- Frederick County (øst)
- Franklin County, Pennsylvania (nordøst)